# Tricostularia pauciflora
Tricostularia pauciflora là loài thực vật có hoa trong họ Cói. Loài này được (R.Br.) Benth. miêu tả khoa học đầu tiên năm 1878.